# SummerSlam (2025)
L’édition 2025 de SummerSlam (commercialisé sous le nom de SummerSlam: New Jersey) est un Premium Live Event de catch (lutte professionnelle) produit par la World Wrestling Entertainment, une fédération de catch américaine qui est télédiffusée et visible en paiement à la séance sur le WWE Network. L'événement a eu lieu les 2 et 3 août 2025 au MetLife Stadium à East Rutherford (New Jersey). Il s'agit de la 38e édition de SummerSlam qui fait partie, avec le Royal Rumble, WrestleMania et les Survivor Series, du «Big Four». et de la première édition à deux nuits de l'histoire de la compagnie.

## Production
SummerSlam est un Premium Live Event annuel de catch (lutte professionnelle) qui a lieu tous les mois d'août de chaque année depuis 1988.
Le 26 septembre 2024, Cardi B, la chanteuse afro-américaine, annonce que la 38e édition du PLE aura lieu les 2 et 3 août 2025 au MetLife Stadium à East Rutherford (New Jersey).

## Contexte
Les spectacles de la World Wrestling Entertainment (WWE) sont constitués de matchs aux résultats prédéterminés par les scénaristes de la WWE. Ces rencontres sont justifiées par des storylines – une rivalité avec un catcheur, la plupart du temps – ou par des qualifications survenues dans les shows de la WWE tels que Raw et SmackDown. Tous les catcheurs possèdent une gimmick, c'est-à-dire qu'ils incarnent un personnage gentil (Face) ou méchant (Heel), qui évolue au fil des rencontres. Un événement comme SummerSlam est donc un événement tournant pour les différentes storylines en cours,.

### John Cena (c) contre Cody Rhodes
Le 20 avril à WrestleMania 41, John Cena devient le nouveau champion incontesté en battant Cody Rhodes, champion de la WWE pour la 14e fois, champion du monde pour la 17e fois et le catcheur le plus titré de l'histoire du catch en termes de championnat du monde. Le 10 juin à Backlash, il conserve son titre en battant Randy Orton. Le 28 juin à Night of Champions, The American Nightmare devient le nouveau King of the Ring en battant The Viper en finale du tournoi et automatiquement aspirant no 1 au titre incontesté au PLE.
Le 18 juillet à SmackDown, John Cena annonce ne pas pouvoir participer au PLE, mais agacé, le challenger attaque son adversaire avec la ceinture, le contraint à signer le contrat du match et lui annonce un Street Fight match.

### Tiffany Stratton (c) contre Jade Cargill
Le 3 janvier à SmackDown, Nia Jax, l'ancienne championne de la WWE, conserve son titre en battant Naomi. Après le combat, Tiffany Stratton attaque la challengeuse avec sa mallette, se débarrasse également de Bianca Belair et Candice LeRae avant d'encaisser son contrat afin de devenir la nouvelle championne de la WWE en la battant pour remporter le titre pour la première fois de sa carrière et son second titre personnel.
Le 19 avril à WrestleMania 41, elle conserve son titre en battant Charlotte Flair. Le 28 juin à Night of Champions, Jade Cargill devient la nouvelle Queen of the Ring en battant Asuka en finale du tournoi et automatiquement aspirante no 1 au titre féminin au PLE.

### RK-Roll (Randy Orton et Jelly Roll) contre Drew McIntyre et Logan Paul
Le 11 juillet à SmackDown, Jelly Roll fait son apparition et donne un concert avant d'être interrompu par Logan Paul qui le confronte. Randy Orton lui vient en aide, mais se fait attaquer par Drew McIntyre qui lui porte un Claymore Kick, tandis qu'il  se débarrasse de l'influenceur mondial. Plus tard dans les coulisses, il remercie The Viper pour son aide et ce dernier lui propose d'être de son côté pour le match du lendemain. Le lendemain à Saturday Night's Main Event XL, l'ancien quattuordécuple champion du monde bat le catcheur écossais. Après la rencontre, Logan Paul attaque le gagnant, mais le chanteur lui rend la pareille et subit un Claymore Kick du perdant. Plus tard dans la soirée, les commentateurs annoncent un Tag Team match entre les quatre hommes au PLE.

### Naomi (c) contre Iyo Sky contre Rhea Ripley
Le 7 juin à Money in the Bank, Naomi remporte la mallette. 
Le 13 juillet à Evolution, elle reperd face à Jade Cargill dans un No Holds Barred match avec Bianca Belair comme arbitre spéciale. Plus tard dans la soirée, alors qu'Iyo Sky, la championne du monde, défendait sa ceinture contre Rhea Ripley, elle encaisse sa mallette pour transformer le match simple en Triple Threat match et redevient championne du monde, pour la troisième fois, en battant les deux catcheuses. Le lendemain à Raw, alors qu'elle célèbre sa victoire, les catcheuses australienne et japonaise l'interrompent et exigent toutes deux un match revanche pour la ceinture. Adam Pearce, le GM du show rouge, annonce officiellement la même stipulation revanche pour la ceinture au PLE.

### Becky Lynch (c) contre Lyra Valkyria
Le 7 juin à Money in the Bank, Becky Lynch devient la nouvelle championne Intercontinentale en battant Lyra Valkyria. Après la rencontre, son adversaire est contrainte de lui lever le bras deux fois, mais finit par s'agacer et l'attaque. 
Le 13 juillet à Evolution, elle conserve son titre en battant Bayley et en rebattant sa même adversaire dans un Triple Threat match. Le lendemain à Raw, l'ancienne première championne Intercontinentale bat l'ancienne double championne de la WWE dans un 2 Out of 3 Falls match (2-1) et devient aspirante no 1 à la ceinture au PLE. Il s'agit de la quatrième confrontation entre les deux catcheuses irlandaises après NXT: Halloween Havoc de 2023, Backlash et Money in the Bank. 8 soirs plus tard à Raw, elles se mettent d'accord sur deux stipulations: un Last Chance No Disqualification match et si Lyra Valkyria perd, elle n'aura plus d'opportunités pour la ceinture tant que Becky Lynch sera championne.

### Gunther (c) contre CM Punk
Le 9 juin à Raw, Gunther redevient champion du monde poids-lourds, pour la seconde fois, en prenant sa revanche sur Jey Uso qui l'avait battu à WrestleMania 41 par soumission,.
Le 12 juillet à Saturday Night's Main Event XL, il conserve son titre en battant Goldberg qui dispute son dernier match en tant que catcheur. 2 soirs plus tard à Raw, CM Punk remporte le Gauntlet match et devient aspirant no 1 à la ceinture au PLE.

### Solo Sikoa (c) contre Jacob Fatu
Le 7 juin à Money in the Bank, Solo Sikoa participe à son premier Men's Money in the Bank Ladder match, mais ne remporte pas la mallette, gagnée par Seth Rollins. Pendant la rencontre, Jacob Fatu et JC Mateo interviennent dans le match et attaquent les subordonnés du gagnant (Bron Breakker et "Big" Bronson Reed), mais le second catcheur samoan effectue un Face Turn et se retourne contre son ancien chef. 21 soirs plus tard à Night of Champions, le premier catcheur samoan devient le nouveau champion des États-Unis en battant The Samoan Werewolf, remporte le titre pour la première fois de sa carrière, son second titre personnel, son premier titre personnel dans le roster principal et fait subir sa première défaite à son adversaire.
Le 18 juillet à SmackDown, le clan du nouveau champion, The MFT, est victime d'un accident de voiture. Jacob Fatu est emmené par les policiers pour être interrogé, mais finalement libéré car innocenté. Avec l'aide de Jimmy Uso, ce dernier se venge et attaque son ancien leader et ses subordonnés. Adam Pearce annonce officiellement un Steel Cage match revanche entre les deux catcheurs pour la ceinture au PLE et Solo Sikoa est appréhendé pour avoir piégé son ancien bras droit.

### The Judgment Day (c) contre Alexa Bliss et Charlotte Flair
Le 30 juin à Raw, Roxanne Perez remplace temporairement Liv Morgan, blessée à l'épaule droite et absente pour 6 mois, aux côtés de Raquel Rodriguez et devient officiellement une nouvelle membre du Judgment Day. Dans la même soirée, Adam Pearce et Nick Aldis, les GM des deux shows principaux, annoncent que les championnes devront défendre leurs ceintures contre trois équipes dans un Fatal 4-Way Tag Team match à Evolution et trois Triple Threat Tag Team matchs de qualification pour la stipulation.
Le 4 juillet à SmackDown, Alexa Bliss et Charlotte Flair s'allient officiellement et ensemble, les deux catcheuses deviennent la première équipe qualifiée en battant Michin et B-Fab et The Secret Hervice (Alba Fyre et Piper Niven) dans le premier Triple Threat Tag Team match. 9 soirs pus tard à Evolution, les championnes conservent leurs ceintures en battant les catcheuses du show bleu, Sol Ruca et Zaria et les Kabuki Warriors (Asuka et Kairi Sane) dans un Fatal 4-Way Tag Team match. Le 18 juillet à SmackDown, The Queen révèle à sa coéquipière qu'elles ont obtenu un match revanche pour les ceintures au PLE.

### Dominik Mysterio (c) contre AJ Styles
Le 20 avril à WrestleMania 41, Dominik Mysterio devient le nouveau champion Intercontinental en battant Finn Bálor, l'ancien champion Bron Breakker et Penta dans un Fatal 4-Way match, remporte le titre pour la première fois de sa carrière et son second titre personnel. Le 10 mai à Backlash, il conserve son titre en rebattant le catcheur mexicain. Le 7 juin à Money in the Bank, il conserve son titre en battant Octagón Jr. Le 28 juin à Night of Champions, il devait défendre sa ceinture contre AJ Styles, mais en raison d'une blessure de nature inconnue, il est contraint de déclarer forfait et le match est reporté. 
Le 14 juillet à Raw, The Phenomenal le provoque sans arrêt durant le show et Adam Pearce, le GM du show rouge, annonce que, la semaine suivante, il devra suivre une réévaluation et s'il est apte, il défendra sa ceinture au PLE. La semaine suivante à Raw, il refuse de se faire réévaluer, mais le GM du show rouge lui annonce que s'il ne va pas voir l'équipe médicale, la ceinture lui sera retiré. Plus tard dans la soirée, il attaque son futur adversaire et annonce être officiellement apte à catcher, ce qui officialise le match entre les deux catcheurs pour la ceinture au PLE.

### Roman Reigns et Jey Uso contre Bron Breakker et "Big" Bronson Reed
Le 14 juillet à Raw, Roman Reigns fait son retour après 3 mois d'absence et vient en aide à CM Punk et Jey Uso qui se font attaquer par Bron Breakker et "Big" Bronson Reed. La semaine suivante à Raw, il confronte ses deux ennemis, mais se fait attaquer par ces derniers avant que l'ancien champion du monde poids-lourds ne vole, à son tour, à sa rescousse. Le lendemain, il propose, sur les réseaux sociaux, à son cousin un match par équipe contre les deux subordonnés de son ancien frère du Shield au PLE. Le surlendemain, Jey Uso répond favorablement à l'offre de son cousin. Le même jour, Paul Heyman accepte le défi des deux catcheurs samoans.

### Sami Zayn contre Karrion Kross
Le 28 juin à Night of Champions, Sami Zayn bat Karrion Kross. 
Le 21 juillet à Raw, l'ancien double champion de NXT prend sa revanche sur le catcheur canadien. 4 jours plus tard, pendant la révélation des cartes du PLE, le troisième match entre les deux catcheurs est officiellement annoncé.

### The Wyatt Sicks (c) contre Andrade et Rey Fenix contre #DIY contre Fraxiom contre Motor City Machine Guns contre The Street Profits
Le 23 mai à SmackDown, les Wyatt Sicks font leurs retours, attaquent #DIY, Fraxiom et les Street Profits, alors que les deux dernières équipes s'affrontaient pour les ceintures, et provoquent un match nul. La semaine suivante à SmackDown, le clan recommence à attaquer toutes les équipes de la division du show bleu, y compris Motor City Machine Guns.
Le 11 juillet à SmackDown, Dexter Lumis et Joe Gacy deviennent les nouveaux champions par équipes en battant les Street Profits et remportent les titres pour la première fois de leurs carrières. 14 soirs plus tard à SmackDown, les nouveaux champions défendaient leurs ceintures contre la nouvelle équipe composée d'Andrade et de Rey Fénix, mais la rencontre se termine encore en match nul, car Nikki Cross tire l'arbitre du ring et l'empêche de faire un décompte. Après la rencontre, les équipes de la division du show bleu viennent se venger du clan et provoquent une bagarre générale. Agacé, Nick Aldis, le GM du show bleu, annonce officiellement que les deux champions du clan défendront leurs ceintures contre les cinq autres équipes dans un 6-Pack TLC Tag Team match au PLE.

## Tableau des matchs

### 2 août
| Ordre par numéros                                                                         | Résultat                                                                                         | Stipulation(s)                                                                                        | Temps |
| ----------------------------------------------------------------------------------------- | ------------------------------------------------------------------------------------------------ | --- | ----- |
| 1                                                                                         | Roman Reigns et Jey Uso battent Bron Breakker et "Big" Bronson Reed (avec Paul Heyman),          | Tag Team match                                                                                        | 21:05 |
| 2                                                                                         | Alexa Bliss et Charlotte Flair battent The Judgment Day (Raquel Rodriguez et Roxanne Perez) (c), | Tag Team match pour les WWE Women's Tag Team Championship                                             | 13:35 |
| 3                                                                                         | Sami Zayn bat Karrion Kross (avec Scarlett),                                                     | Match simple Le perdant doit avouer au gagnant que le second avait raison.                            | 8:10  |
| 4                                                                                         | Tiffany Stratton (c) bat Jade Cargill,                                                           | Match simple pour le WWE Women's Championship                                                         | 7:05  |
| 5                                                                                         | Logan Paul et Drew McIntyre battent RK-Roll (Randy Orton et Jelly Roll),                         | Tag Team match                                                                                        | 17:05 |
| 6                                                                                         | CM Punk bat Gunther (c),                                                                         | Match simple pour le WWE World Heavyweight Championship                                               | 30:20 |
| 7                                                                                         | Seth Rollins (avec Paul Heyman) bat CM Punk (c),                                                 | Match simple pour le WWE World Heavyweight Championship Encaissement de la mallette Money in the Bank | 0:10  |
| La lettre C placée entre parenthèses désigne la personne ou l’équipe championne en titre. |                                                                                                  | |       |

### 3 août
| Ordre par numéros                                                                         | Résultat | Stipulation(s) | Temps |
| ----------------------------------------------------------------------------------------- | --- | --- | ----- |
| 1                                                                                         | Naomi (c) bat Rhea Ripley et Iyo Sky, | Triple Threat match pour le WWE Women's World Championship | 16:20 |
| 2                                                                                         | The Wyatt Sicks (Dexter Lumis et Joe Gacy) (c) battent Andrade et Rey Fenix, #DIY (Johnny Gargano et Tommaso Ciampa) , Fraxiom (Axiom et Nathan Frazer), Motor City Machine Guns (Alex Shelley et Chris Sabin) et The Street Profits (Angelo Dawkins et Montez Ford), | 6-Pack TLC Tag Team match pour les WWE Tag Team Championship | 16:00 |
| 3                                                                                         | Becky Lynch (c) bat Lyra Valkyria, | Last Chance No Disqualification match pour le WWE Women's Intercontinental Championship, Si Lyra Valkyria perd, elle n'aura plus d'opportunités pour la ceinture tant que Becky Lynch sera championne. | 25:05 |
| 4                                                                                         | Solo Sikoa (c) bat Jacob Fatu, | Steel Cage match pour le WWE United States Championship, | 12:40 |
| 5                                                                                         | Dominik Mysterio (c) bat AJ Styles, | Match simple pour le WWE Intercontinental Championship | 10:40 |
| 6                                                                                         | Cody Rhodes bat John Cena (c), | Street Fight match pour l'Undisputed WWE Championship, | 37:45 |
| La lettre C placée entre parenthèses désigne la personne ou l’équipe championne en titre. | | |       |